# Yuricon
Yuricon è una convention dedicata a anime e manga a carattere esclusivamente yuri, creata appositamente dai fan del genere.
La prima manifestazione ufficiale si è tenuta nel 2003, nella città di Newark, nel New Jersey (USA), benché l'evento esistesse come entità online sin dal 2000. L'evento, organizzato dal gruppo facente capo all'organizzazione Yuricon, LLC., si è poi ripetuto anche negli anni successivi, diventando a tutti gli effetti una manifestazione annuale.
Nel 2005, l'organizzazione responsabile del progetto, insieme allo sponsor Onna! e con l'apporto della Shoujo Arts Society, ha organizzato un evento in Giappone, a Tokyo, incentrato sul ruolo delle donne negli anime e nei manga.
Associate all'evento in sé sono anche le pubblicazioni della ALC Publishing, che rappresenta la più grande casa editrice a carattere esclusivamente yuri, su scala mondiale. Le pubblicazioni includono sia traduzioni dal giapponese che lavori originali in lingua inglese, tra cui l'antologia di manga e storie brevi Yuri Monogatari, pubblicata a partire dal 2004 e composta da quattro volumi.
Organizzatrice dell'evento è Erica Friedman, che ha tenuto lezioni sull'argomento presso alcune università statunitensi.